# ピーター・グリーナウェイ
ピーター・グリーナウェイ（英語：Peter Greenaway CBE、1942年4月5日 - ） は、イギリスの映画監督である。

## 来歴
1942年4月5日、ウェールズのニューポートで生まれた。幼少期から画家を志し、美術学校に通った。その後、映画に転向した。
1962年、初の短編『Death of Sentiment』を製作。1965年から、中央情報局に入り、記録映画の編集を行った。その後も1960年代から1970年代にかけて、20本近くの短編を製作して評判になった。
1980年、初の長編『THE FALLS』を発表、英国映画協会サザーランド杯受賞。1982年、『英国式庭園殺人事件』がヴェネツィア国際映画祭に出品され、世界的に評価された。1985年の『ZOO』からその独特の作風が定まり、1988年の『数に溺れて』はカンヌ国際映画祭で芸術貢献賞を受賞した。1989年の『コックと泥棒、その妻と愛人』では色彩表現を極め、今日ではグリーナウェイの代表作として知られる。1996年には『ピーター・グリーナウェイの枕草子』を日本で製作し、シッチェス・カタロニア国際映画祭でグランプリを受賞した。
近年は映画だけでなくインスタレーション作品や小説も発表している。1998年にはベルリンで開催された巨大規模のオペラ『コロンブス』を手がけた。
2014年、第67回英国アカデミー賞で英国映画貢献賞を受賞した。

## 作風
その衒学趣味、独特の構図、難解なストーリーなどから一部に圧倒的な支持を得て、世界中にファンが存在する。音楽は代表作のほとんどをマイケル・ナイマンが手がけ、そのミニマリズムと相まって、他に類を見ない存在感を持つ作品として知られる。『ZOO』（1985年）では裸体が頻出するため、日本での公開当時は多くの修正が施されたが、現在入手できる媒体ではその修正は取り除かれている。

## 監督作品
中・長編のみ記載。短編も多数製作。
- VERTICAL FEATURES REMAKE Vertical Features Remake （1978年） 中編
- THE FALLS The Falls （1980年）
- 英国式庭園殺人事件 The Draughtsman's Contract （1982年）
- Four American Composers （1983年） ドキュメンタリー
- ZOO A Zed & Two Noughts （1985年）
- 建築家の腹 The Belly of an Architect  （1987年）
- 数に溺れて Drowning by Numbers （1988年）
- コックと泥棒、その妻と愛人 The Cook the Thief His Wife & Her Lover （1989年）
- プロスペローの本 Prospero's Books （1991年）
- Darwin （1992年） 中編
- ベイビー・オブ・マコン The Baby of Mâcon （1993年）
- キング・オブ・フィルム/巨匠たちの60秒 Lumière et compagnie （1995年） オムニバス
- Stairs 1 Geneva （1995年） ドキュメンタリー
- ピーター・グリーナウェイの枕草子 The Pillow Book （1996年）
- 8 1/2の女たち（英語版） 8½ Women （1999年）
- The Death of a Composer: Rosa, a Horse Drama （1999年）
- The Tulse Luper Suitcases, Part 1: The Moab Story （2003年）
- The Tulse Luper Suitcases: Antwerp （2003年）
- The Tulse Luper Suitcases, Part 2: Vaux to the Sea （2004年）
- The Tulse Luper Suitcases, Part 3: From Sark to the Finish （2004年）
- A Life in Suitcases （2005年）
- レンブラントの夜警 Nightwatching （2007年）
- Peopling the Palaces at Venaria Reale （2007年）
- レンブラントの告発 〜名画「夜警」に隠された31の秘密〜 Rembrandt's J'accuse （2008年） ドキュメンタリー
- The Marriage （2009年） ドキュメンタリー
- Goltzius and the Pelican Company （2012年）
- エイゼンシュテイン・イン・グアナファト Eisenstein in Guanajuato （2014年）
- Walking to Paris （2015年）
- The Eisenstein Handshakes （2016年）